# Pols còsmica

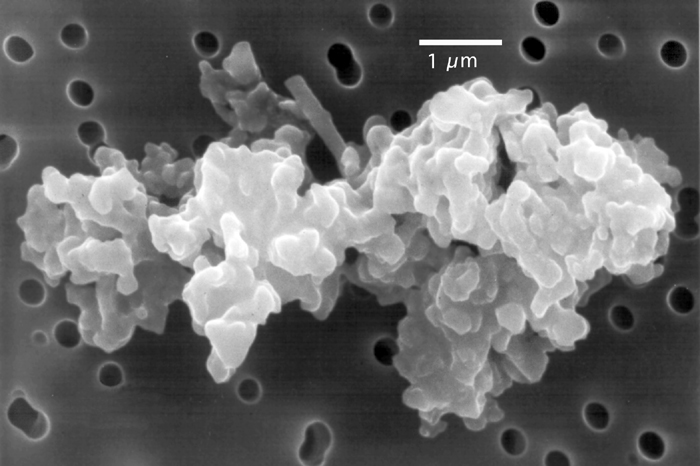
Partícula de pols còsmica

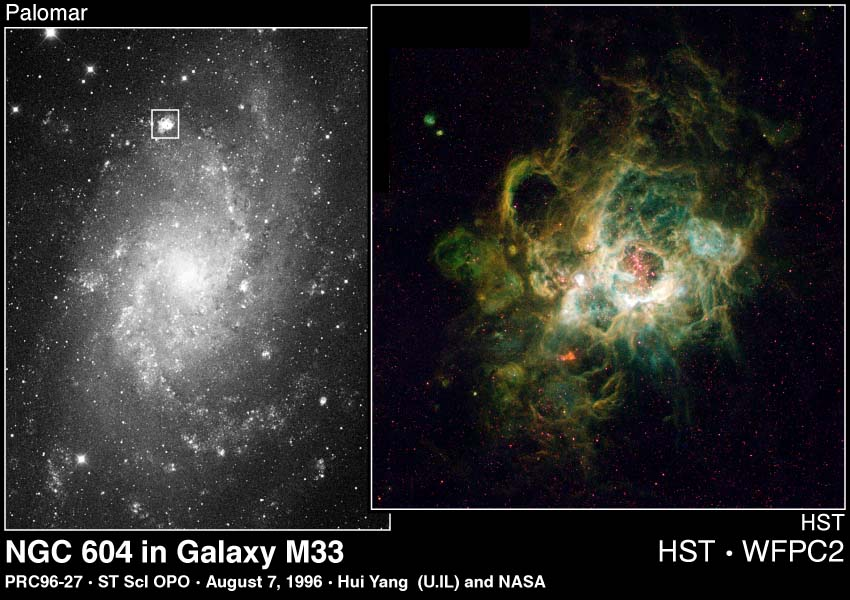
Núvol interestel·lar NGC 604.

La pols còsmica és un tipus de pols composta per partícules en l'espai on hi ha algunes molècules de 0,1 fins a 100 micres de grandària. La pols còsmica es classifica segons la seva ubicació astronòmica, es diferencia entre pols intergalàctica, pols interestel·lar, pols interplanetària (com el núvol zodiacal) i pols circumplanetària (com en un anell planetari).
En el sistema solar la pols interplanetària provoca la llum zodiacal. Les fonts inclouen la pols de cometes, pols d'asteroides, la pols del cinturó de Kuiper i la pols interestel·lar, que prové de l'espai interestel·lar i passa a través del sistema solar.
La terminologia no té una aplicació específica per a la descripció dels materials trobats al planeta Terra, excepte en el sentit més general que tots els elements de nombre atòmic més gran que l'heli es creu que es formen en el nucli de les estrelles a través del fenomen de la nucleosíntesi estel·lar i la nucleosíntesi de supernoves. Com a tal, tots els elements que hi ha, fora dels objectes astronòmics, poden ser indistintament considerats com una forma de «pols còsmica».

## Estudi i la importància de la pols còsmica
Va haver-hi un temps que la pols còsmica era una molèstia per als astrònoms, ja que utilitzant els telescopis òptics, amaga els objectes que es desitgen observar. Quan es van iniciar les observacions dels rajos infrarojos es va poder constatar que les partícules de pols eren components importants i vitals dels processos astrofísics. Tenen una importància cabdal en la formació d'estrelles i planetes. A tall d'exemple: la pols còsmica pot produir un error en la mesura de la massa d'una estrella al final de la seva vida, observant valors més baixos dels que són en realitat.
En el nostre propi Sistema Solar, la pols té un paper important en la llum zodiacal, el radi dels anells B de Saturn, la difusió exterior de dels anells planetaris de Júpiter, Saturn, Urà i Neptú i els cometes. Partícules de pols que es desintegren quan entren en l'atmosfera creen llaços luminosos anomenat «pluja d'estelles» o «llàgrimes de Sant Llorenç».
L'estudi de la pols és un tema multifacètic que agrupa diferents camps de la ciència: la física (d'estat sòlid), la teoria electromagnètica, la física de la superfície, la física estadística, física tèrmica), la matemàtica fractal, la química (reaccions químiques en les grans superfícies), meteorits, així com totes les branques de l'astronomia i l'astrofísica.
Aquestes diferents àrees de recerca poden vincular-se segons l'entesa que les partícules de pols còsmica evolucionen cíclica, química, física i dinàmicament. Observacions i mesures de pols còsmica en regions diferents proporcionen una informació important sobre els cicles de l'univers, en els núvols del difús medi interestel·lar, en els núvols moleculars, en el pols circumestel·lar de les estrelles joves, i en els sistemes planetaris com el nostre. Els astrònoms observacionals acumulen "instantànies" de pols en les diferents etapes del seu cicle i, amb el temps, formen una pel·lícula més completa dels cicles complexos de l'univers.
La detecció de punts de pols còsmic és una altra faceta de la investigació de la pols còsmica: la pols que actua com fotons. Una vegada que la pols còsmic es detecta, el problema científic a resoldre és un problema invers per determinar quins processos han portat al detector de pols a codificar-la pols com a fotó. Diversos paràmetres, com ara el moviment inicial de la partícula, les propietats del material, o el plasma i camp magnètic que hi interaccionen, determinen l'arribada de la partícula de pols al detector de fotons. Una lleuger canvi en qualsevol d'aquests paràmetres pot donar a la pols un comportament dinàmic significativament diferent. Per tant, hom pot aprendre sobre d'on va venir aquest objecte, i com es comporta en el mitjà on intervé.
La troballa de restes de glicina (aminoàcid que usen els éssers vius per fabricar proteïnes) en les mostres de pols còsmica d'un cometa, dona suport a la idea que els blocs de construcció fonamentals de la vida són comuns a l'espai i enforteix l'argument que la vida a l'univers pot ser més comuna que no pas estranya.

## Els mètodes de detecció

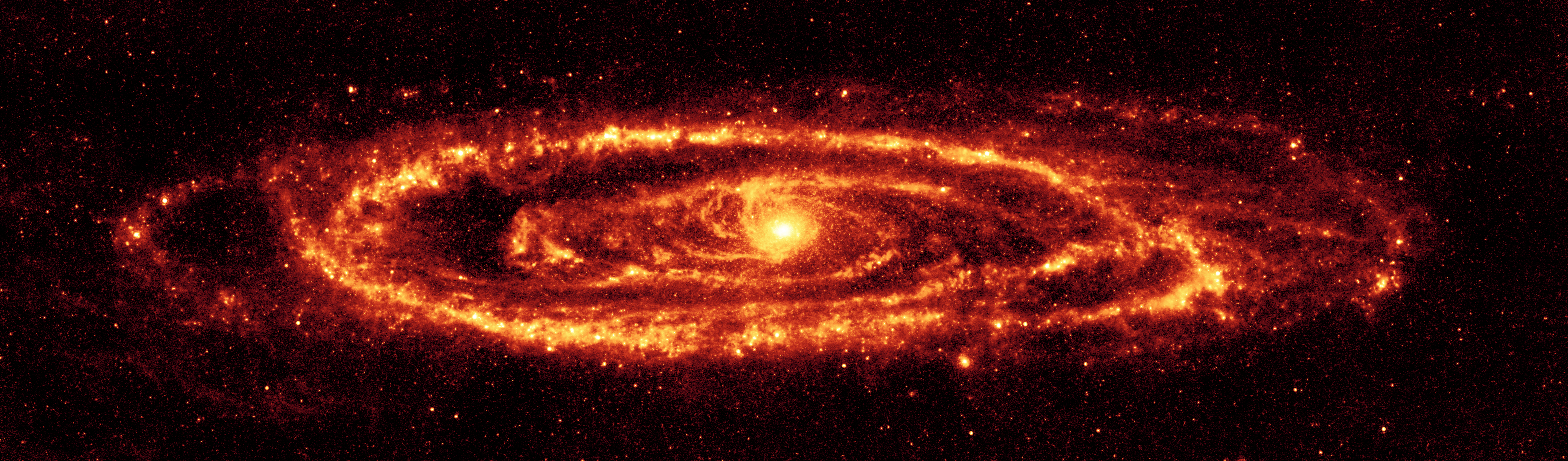
La pols còsmica de la galàxia d'Andròmeda tal com es revela en la llum infraroja pel Telescopi Espacial Spitzer.

La pols còsmica pot ser detectada per mètodes indirectes, utilitzant les propietats de radiació electromagnètica que emet la mateixa pols còsmica.
La pols còsmica també es pot detectar directament utilitzant una varietat de mètodes i llocs de recollida. A la Terra, en general, cauen una mitjana de 40 tones diàries de material extraterrestre.
A la Terra es poden recollir mostres de pols còsmica utilitzant plaques col·lectores sota les ales dels planejadors estratosfèrics de la NASA, en els gels perpetus de la Terra (Groenlàndia i Antàrtida) i en els sediments d'aigües profundes. Don Brownlee de la Universitat de Washington a Seattle constata de manera fidedigna la naturalesa extraterrestre de partícules de pols recollides en la dècada del 1970. Una altra font és la dels meteorits, que contenen pols d'estrelles. Els grans de pols d'estrelles són sòlides peces refractàries d'estrelles pre-solars. Són reconeguts per les seves composicions isotòpiques extremes, que només poden ser composicions isotòpiques en els estels evolucionats, abans de qualsevol barreja amb el medi interestel·lar. Un cop abandonen l'estrella es refreden i condensen.
Per agafar mostres de pols còsmica es construeixen naus espacials amb detectors de pols. Les grans velocitats orbitals de partícules de pols en l'espai interplanetari (normalment 10 a 40 km/s) presenta el problema de capturar les partícules intactes. En canvi, els detectors in-situ de pols són generalment dissenyats per mesurar els paràmetres associats amb l'impacte d'alta velocitat de les partícules de pols en l'instrument, i després derivar les propietats físiques de les partícules (en general la massa i la velocitat) a través dels laboratoris de calibratge (és a dir, que afecten les partícules accelerades amb propietats conegudes en una rèplica de laboratori del detector de pols). Amb els anys els detectors de pols han mesurat, entre d'altres, l'impacte de la llum del flaix, el senyal acústic i l'impacte de ionització. Recentment, l'instrument de pols en Stardust captura partícules intactes de baixa densitat d'aerogel.
Detectors de pols van volar en les missions espacials de la HEOS-2, Helios, Pioneer 10, Pioneer 11, Giotto i Galileo, en l'òrbita de la Terra al voltant de LDEF, EURECA, i els satèl·lits Gorid, també s'han utilitzat la Voyager 1 i 2 com sondes de Langmuir per a la mostra directa de pols còsmica. En l'actualitat els detectors de pols estan volant en la Ulisses, Cassini-Huygens, la Proba, Rosetta, Stardust, i la nau espacial New Horizons. La pols recollida a la Terra o a l'espai per les missions espacials de retorn és analitzada pels científics de pols en els seus respectius laboratoris de tot el món. Una de les instal·lacions d'emmagatzematge de pols còsmica que existeix és la JSC de la NASA a Houston.
La llum infraroja pot penetrar els núvols de pols còsmica, el que ens permet escodrinyar en les regions de formació d'estrelles i els centres de les galàxies. El Telescopi Espacial de la NASA Spitzer és el telescopi infraroig més gran llançat a l'espai. El Telescopi Espacial Spitzer (SIRTF anteriorment, el Telescopi Espacial Infraroig) va ser llançat a l'espai per un coet Delta des de Cap Canaveral (Florida) el 25 d'agost de 2003. Durant la seva missió, Spitzer obtindrà imatges i espectres mitjançant la detecció de l'energia infraroja, o calor, radiada pels objectes en l'espai entre les longituds d'ona de 3 a 180 micròmetres. La major part d'aquesta radiació infraroja és bloquejada per l'atmosfera terrestre i no poden ser observada des de la Terra. Els resultats de la Spitzer aprofundiran en els estudis de la pols còsmica. Un informe recent d'un equip de la Spitzer mostra alguna evidència que la pols còsmica es va formar prop d'un forat negre supermassiu.

## Propietats radiants de la pols còsmica
Una partícula de pols interacciona amb la radiació electromagnètica d'una manera que depèn de la seva secció transversal, la longitud d'ona de la radiació electromagnètica, i la naturalesa dels grans: el seu índex de refracció, mida, etc. El procés de radiació per a un gra individual s'anomena emissivitat, depèn d'un factor d'eficiència del gra. A més, hem d'especificar si el procés d'emissivitat es produeix per extinció, dispersió o absorció. En les corbes d'emissió de radiació, diversos paràmetres importants identifiquen la composició de l'emissió o absorció de les partícules de pols.
Les partícules de pols poden dispersar la llum no uniforme, tant per difracció com per reflexió, donant informació útil sobre la mida dels grans de pols. Com que les partícules de pols còsmica no presenten una mida uniforme, el grau de difracció correspondrà a una mida petita de partícules (aproximadament 1 micròmetre) i el grau de reflexió indicarà una grandària relativa més gran, segons el percentatge d'una o altra dispersió, indicarà el predomini de la mida de les partícules que integren la pols còsmica.
La dispersió de la llum dels grans de pols en les fotografies de llarga exposició és bastant notable en nebuloses de reflexió, i dona pistes sobre les propietats de la partícula individual. Molts científics estan investigant la dispersió de raigs X per la pols interestel·lar, i alguns han suggerit que les fonts de raigs-X que tenen halos difusos, és a causa de la pols.

## Pols d'estrelles
Els grans de pols d'estrelles es troben en els meteorits i s'extreuen en els laboratoris terrestres. Els anomenats condrites carbònics són reserves especialment fèrtils en pols d'estrelles. Cada gra de pols d'estrella es va crear abans que la Terra es formés. Els meteorits han conservat els grans de pols d'estrella tal com era abans de ser pols interestel·lar, pel que des d'aleshores pols d'estrella és un terme científic. No només és un terme poètic, es refereix als grans de pols refractari que es van condensar a partir del refredament de gasos expulsats en els primers moments de la formació d'estrelles. Molts tipus diferents de pols d'estrelles han estat identificats segons les mostres de laboratori per la composició isotòpica molt inusual dels elements químics que componen cada gra de pols d'estrelles. Molts aspectes nous de la nucleosíntesis s'han descobert de les relacions isotòpiques.
Una propietat important de la pols d'estrelles és la duresa i resistència a l'alta temperatura de la naturalesa dels grans. Destacats són el carbur de silici, grafit, òxid d'alumini, alumini espinel·la, entre d'altres, que es condensen a alta temperatura d'un gas de refrigeració, com ara els vents estel·lars o en la descompressió a l'interior d'una supernova. Són molt diferents dels sòlids formats a baixa temperatura en el medi interestel·lar. Això també suggereix que la pols d'estrelles es condensa a partir dels gasos d'estrelles individuals abans que els isòtops puguin ser diluïts per la barreja amb el medi interestel·lar. Aquests isòtops permeten conèixer l'origen de les estrelles.

## Propietats dels grans de pols còsmica
La pols còsmic està fet de grans de pols i els agregats de grans de pols. Aquestes partícules són de forma irregular amb una porositat que va des de suau a compacta. La composició, mida i altres propietats depèn del lloc on es troba la pols. Una anàlisi de la composició d'una partícula de pols pot revelar molt sobre el seu origen. Per exemple, els grans en els núvols densos han adquirit un mantell de gel i de mitjana són més grans que les partícules de pols en el medi interestel·lar difús. Partícules de pols interplanetari (PPI) són generalment més grans encara.
La major part de l'afluència de material extraterrestre que cau sobre la Terra està dominada pels meteorits amb diàmetres en el rang de 50 a 500 micròmetres, d'una densitat mitjana de 2.0 g/cm³ (amb porositat de 40%). Les densitats de la majoria dels desplaçats interns capturats a l'estratosfera de la Terra tenen un rang entre 1 i 3 g/cm³, amb una mitjana de densitat d'aproximadament 2,0 g/cm³.
Altres propietats específiques de la pols:
- En pols circumestel·lar, els astrònoms han trobat la signatura molecular de CO, carbur de silici, silicat amorf, hidrocarburs aromàtics policíclics, gel d'aigua, i poliformaldehid, entre d'altres (en el medi interestel·lar difús, hi ha evidències de silicats i grans de carboni).
- La pols dels estels, en general, és diferent (amb superposició) de la pols asteroidal. La pols asteroidal sembla condrites carbonoses dels meteorits, i pols dels cometes s'assembla a grans interestel·lars, que pot incloure els elements: silicats, hidrocarburs aromàtics policíclics, gel d'aigua.